# Erpetogomphus heterodon
Erpetogomphus heterodon är en trollsländeart som beskrevs av Rosser W. Garrison 1994. Erpetogomphus heterodon ingår i släktet Erpetogomphus och familjen flodtrollsländor. IUCN kategoriserar arten globalt som otillräckligt studerad. Inga underarter finns listade i Catalogue of Life.